# Argelès-Bagnères
Argelès-Bagnères é uma comuna francesa na região administrativa de Occitânia, no departamento dos Altos Pirenéus. Estende-se por uma área de 2,62 km², Em 2010 a comuna tinha 109 habitantes (densidade: 41,6 hab./km²)..